# Арка Августа (Римини)

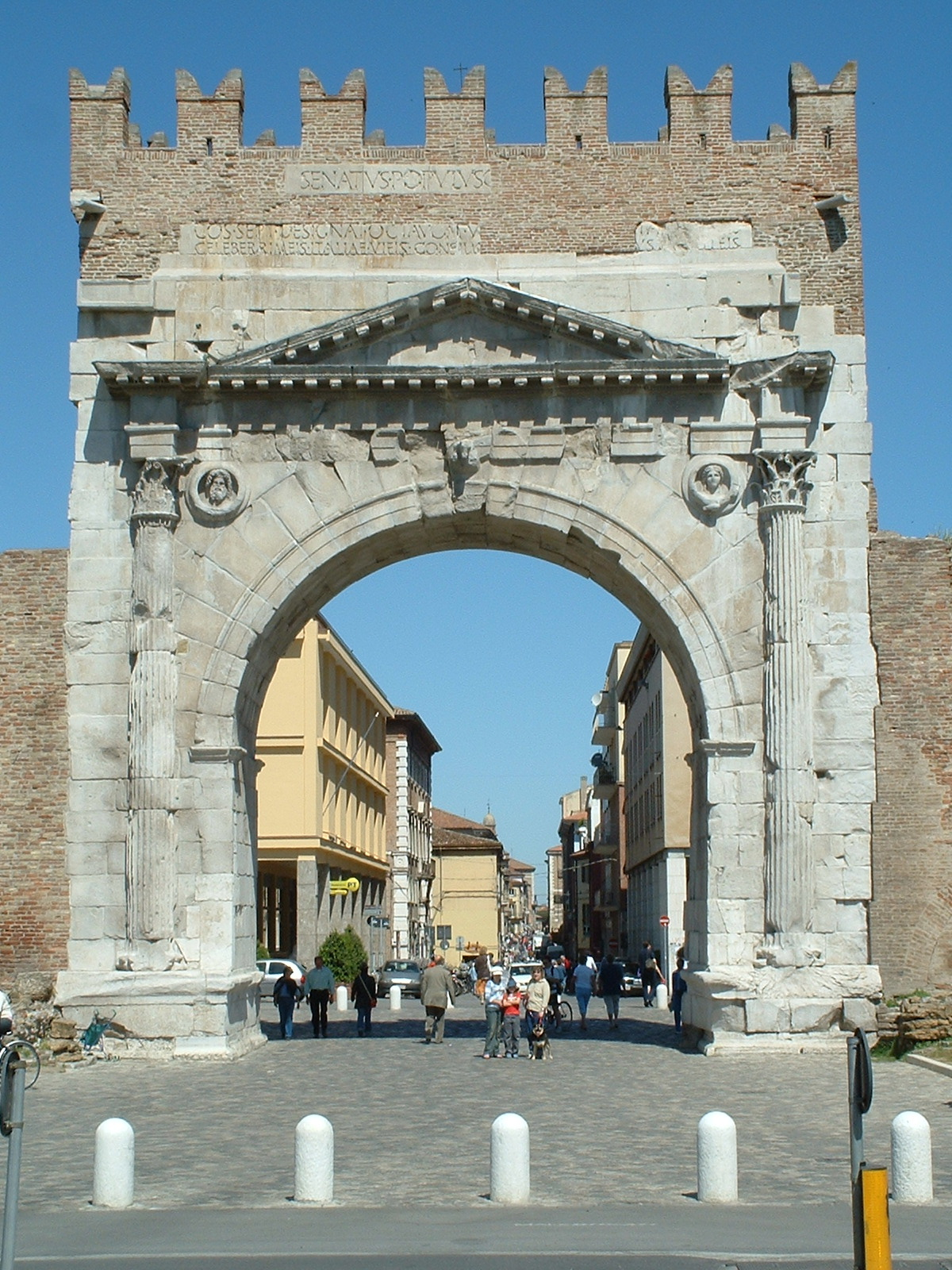
Арка Августа в Римини

Арка императора Августа в Римини — один из самых посещаемых туристами памятников города, и, в то же время, самая древняя римская арка в Италии. Она была сооружена в 27 году до н. э. после окончания строительства дороги между Римом и побережьем Адриатики. В верхней части арки, на аттике, имелась надпись:
«Сенат и Народ Римский посвящают этот монумент императору Цезарю Октавиану, сыну божественного Юлия Цезаря, в седьмой раз императору, в седьмой раз консулу и назначенному в восьмой раз консулом по случаю реставрации дороги via Flaminia и других дорог Италии, им установленных и упорядоченных». На фасадах Арки размещаются четыре рельефных медальона с изображениями богов: Юпитера, Аполлона, Нептуна и Минервы. Арку венчала скульптурная квадрига — четвёрка лошадей, управляемая императором Цезарем Октавианом Августом. Квадрига не сохранилась. В Средневековье верхнюю часть сооружения надстроили «гибеллиновыми зубцами».
В средние века Арка выполняла роль южных городских ворот в крепостных стенах, остовы которых сохранились до наших дней неподалёку от Арки — в парке Alcide Cervi.